# 哈密大楼

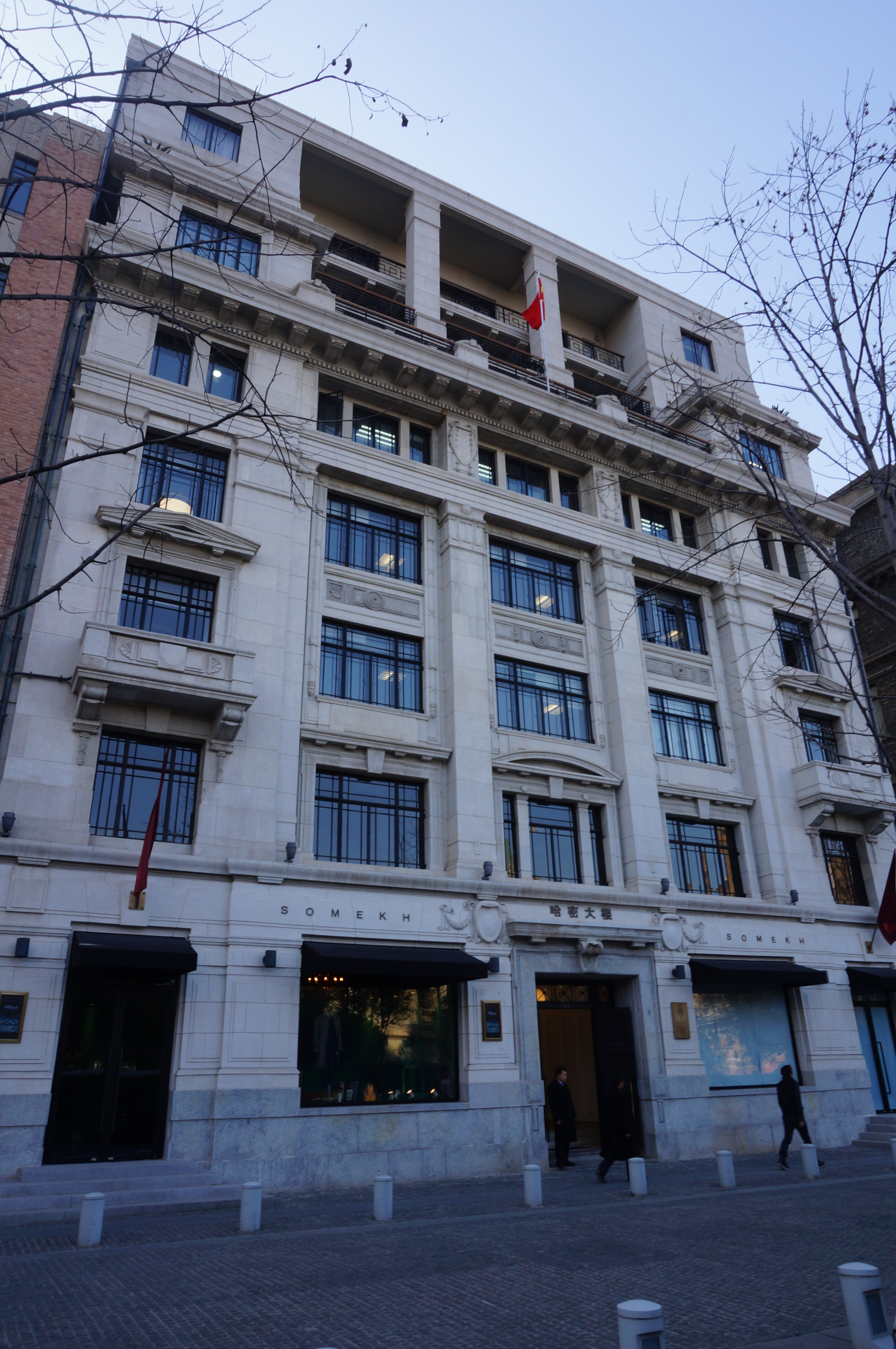
哈密大楼

哈密大楼（Somekh Building）又称沙弥大楼、沙咪大樓，是位於中華人民共和國上海市黃浦區圆明园路149号的一個新古典折衷主义9层建築。1至7层为钢筋混凝土框架结构，8至9层为后来加建。2至7樓為辦公室。

## 歷史
建于1927年，由马海洋行设计。起初作為汇丰银行的外籍员工公寓。後來中央通讯社上海分社、沙咪洋行、瑞和洋行等相繼入駐。上海戰役前後，文汇报報社入駐。中华人民共和国成立后，新华通讯社华东总分社、上海分社和一些商业、技术公司等入駐。後來由上海洛克外滩源物业管理有限公司負責管理該建築。